# Bruno Wansierski
Bruno Wansierski (* 5. August 1904 in Oliva, Kreis Danziger Höhe, preußische Provinz Westpreußen; † 30. Juli 1994 in Klein Rogahn) war ein deutscher Politoffizier (SED) und Vizeadmiral der Nationalen Volksarmee der DDR.

## Leben
Der Sohn eines Landarbeiters erlernte nach dem Besuch der Grundschule den Beruf des Tischlers. Nach der Lehre arbeitete er in seinem Beruf. Im Jahr 1922 wurde er Mitglied des KJVD und 1923 der KPD. Von 1936 bis 1938 war Wansierski arbeitslos. Von 1940 bis 1945 leistete er Kriegsdienst in der Wehrmacht, zuletzt als Soldat des Marine-Wetterdienstes. Zum Ende des Krieges war er in kurzzeitiger sowjetischer Kriegsgefangenschaft.
Von 1945 bis 1946 war er wieder als Tischler bei der VdgB in Seehof tätig. Durch die Bodenreform wurde er 1946 Neubauer in Seehof und war als solcher bis 1949 tätig. Im April 1946 wurde er Mitglied der SED und 1949 Funktionär der Partei. Er war 1949/50 zunächst Kulturleiter der MAS in Wickendorf (Schwerin), 1950 Abteilungsleiter der SED-Kreisleitung Schwerin und 1950/51 Landrat in Ludwigslust. Von 1951 bis 1952 fungierte als Erster Sekretär der SED-KL Güstrow.
Am 7. Juli 1952 trat er in die DVP/KVP ein und wurde Instrukteur der Politischen Hauptabteilung der VP-See. Von 1953 bis 1954 war er Leiter der Politischen Abteilung der Unteroffiziersschule der VP-See in Parow. Er wurde 1954 zum Korvettenkapitän befördert und war 1954/55 Leiter der Polit-Abteilung der Seeoffizierslehranstalt der VP-See in Stralsund. Von 1955 bis 1956 absolvierte er ein Studium an der Politoffiziersschule in Berlin-Treptow.
Anschließend begann seine Arbeit im Apparat des Zentralkomitees der SED. Ab 1. November 1956 war er zunächst als Instrukteur und ab 1958 als Leiter des Sektors NVA in der Abteilung für Sicherheitsfragen des ZK der SED tätig. Wansierski wurde 1959 zum Fregattenkapitän befördert und von Dezember 1959 bis Dezember 1960 war er kommissarischer Leiter der Abteilung, als deren Leiter Walter Borning für ein Jahr die Militärakademie Friedrich Engels besuchte. Anschließend wurde er zum Kapitän zur See befördert. Von 1960 bis 1976 war er stellvertretender Leiter dieser ZK-Abteilung. Am 1. März 1963 wurde er zum Konteradmiral ernannt und am 1. März 1971 zum Vizeadmiral befördert. Im Jahr 1972 wurde er Mitglied der Kontrollgruppe des NVR der DDR. Am 31. Januar 1976 wurde er in den Ruhestand versetzt. Wansierski lebte zunächst in Zeuthen, dann in Klein Rogahn bei Schwerin.

## Auszeichnungen
- 1964 Orden Banner der Arbeit
- 1969 Vaterländischer Verdienstorden in Silber
- 1974 Karl-Marx-Orden
- 1979 Ehrenspange zum Vaterländischen Verdienstorden in Gold
- 1984 Orden Stern der Völkerfreundschaft in Gold